# Fusilladeplaats Rozenoord

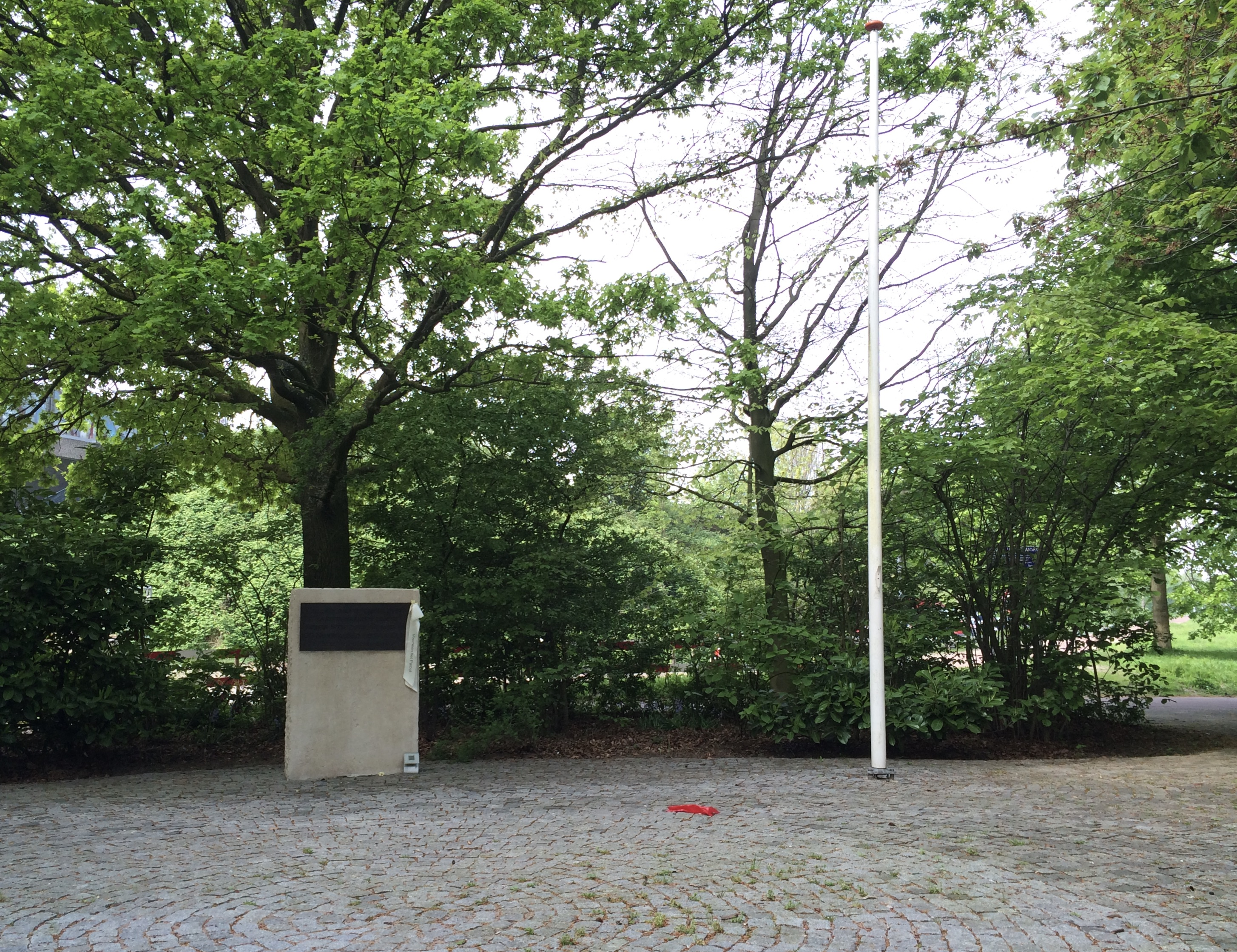
Vlaggenmast en stenen monument bij de voormalige fusilladeplaats

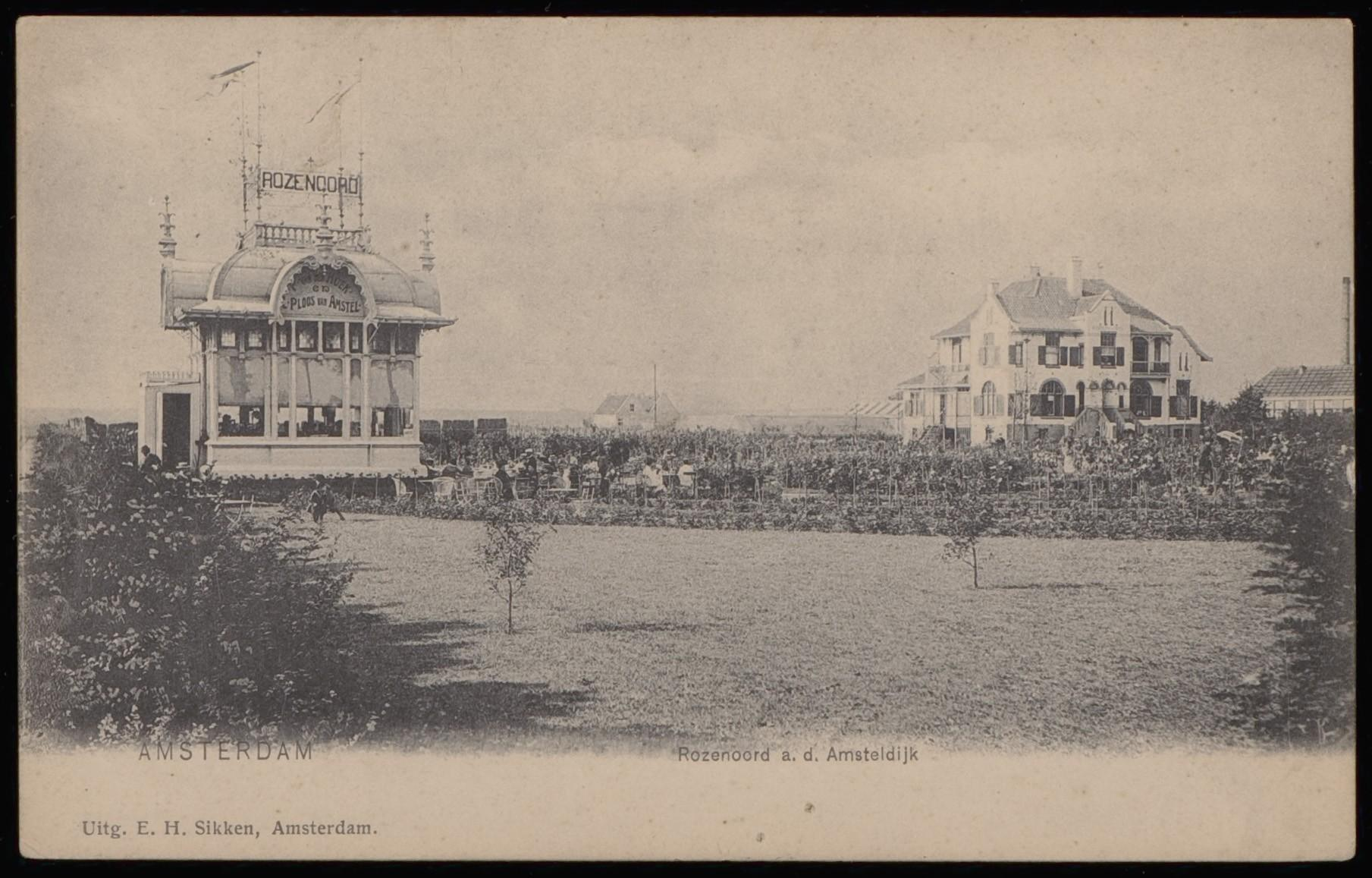
Theehuis Rozenoord, een door rozenkwekers overgenomen paviljoen van de Wereldtentoonstelling van 1889 in Parijs

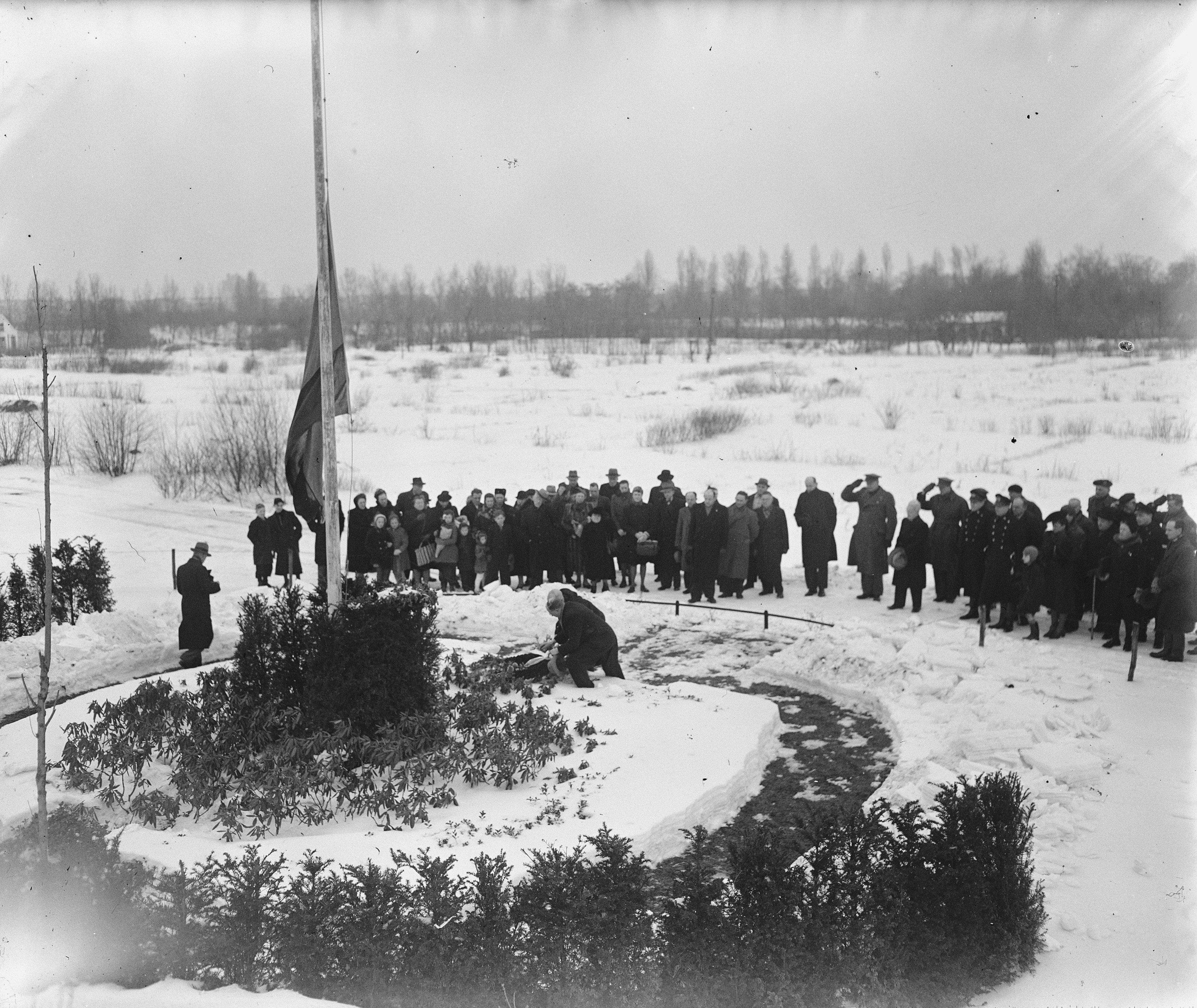
Herdenking bij het monument op de fusilladeplaats in 1947

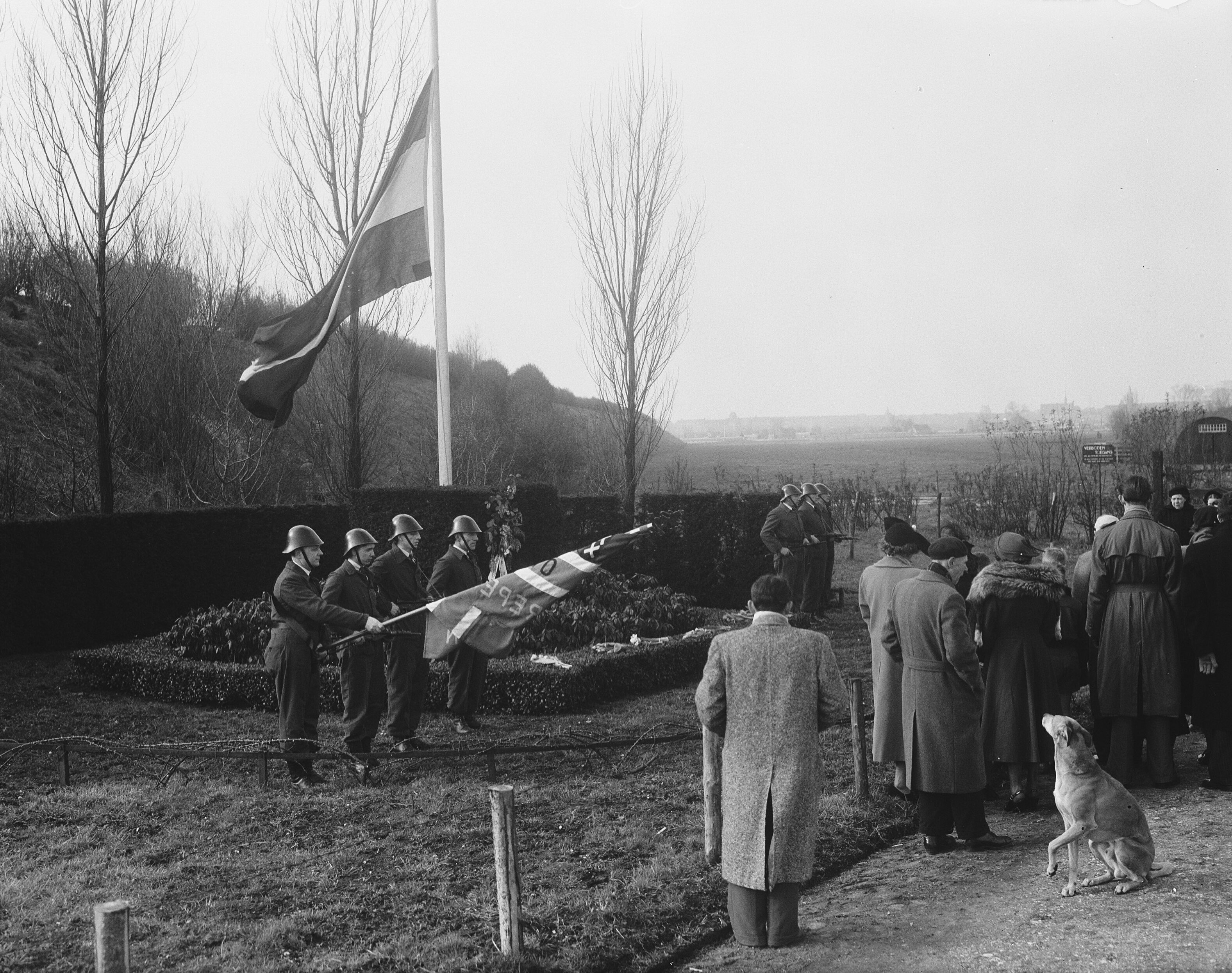
Herdenking in 1951

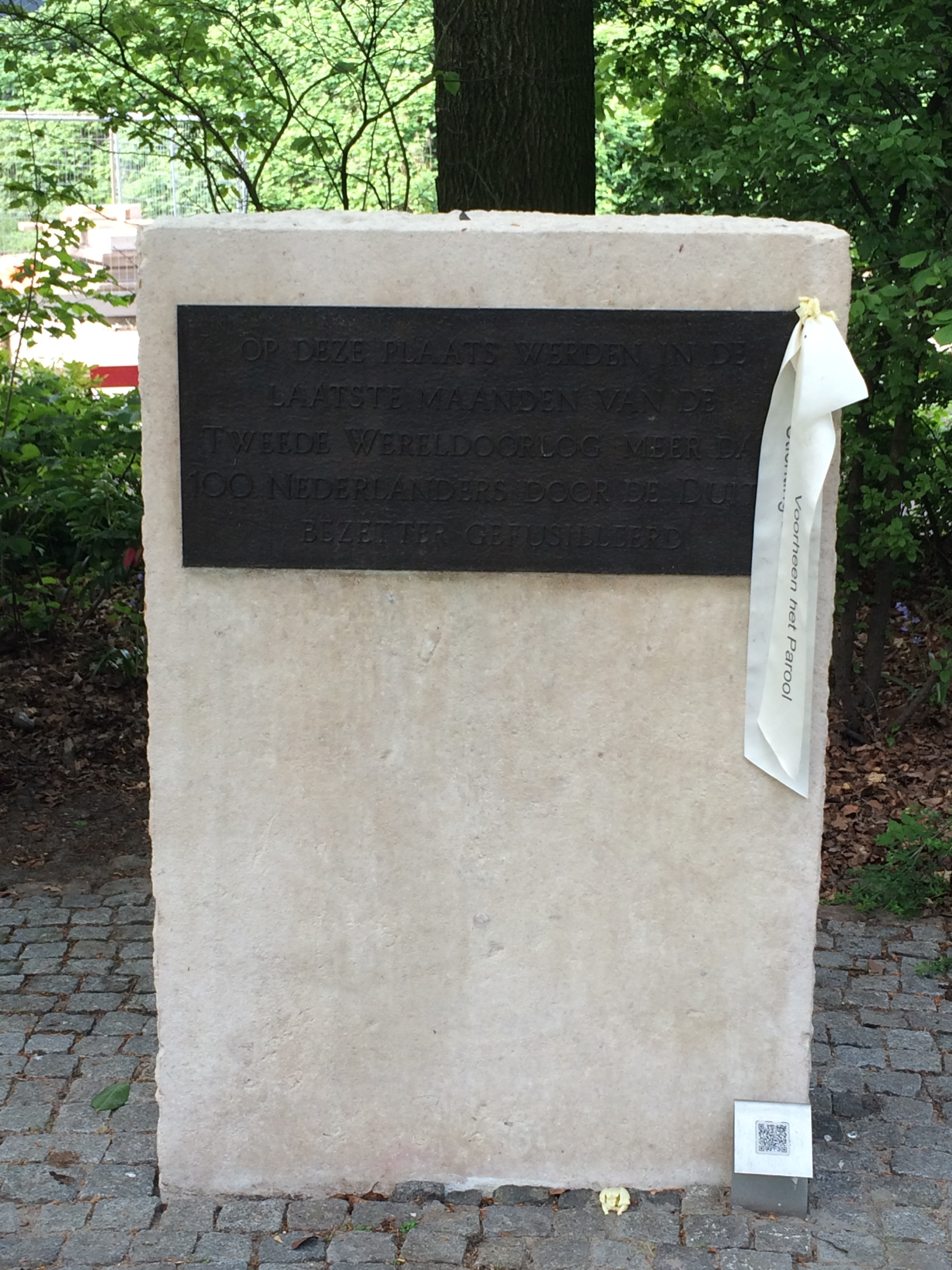
Gedenksteen

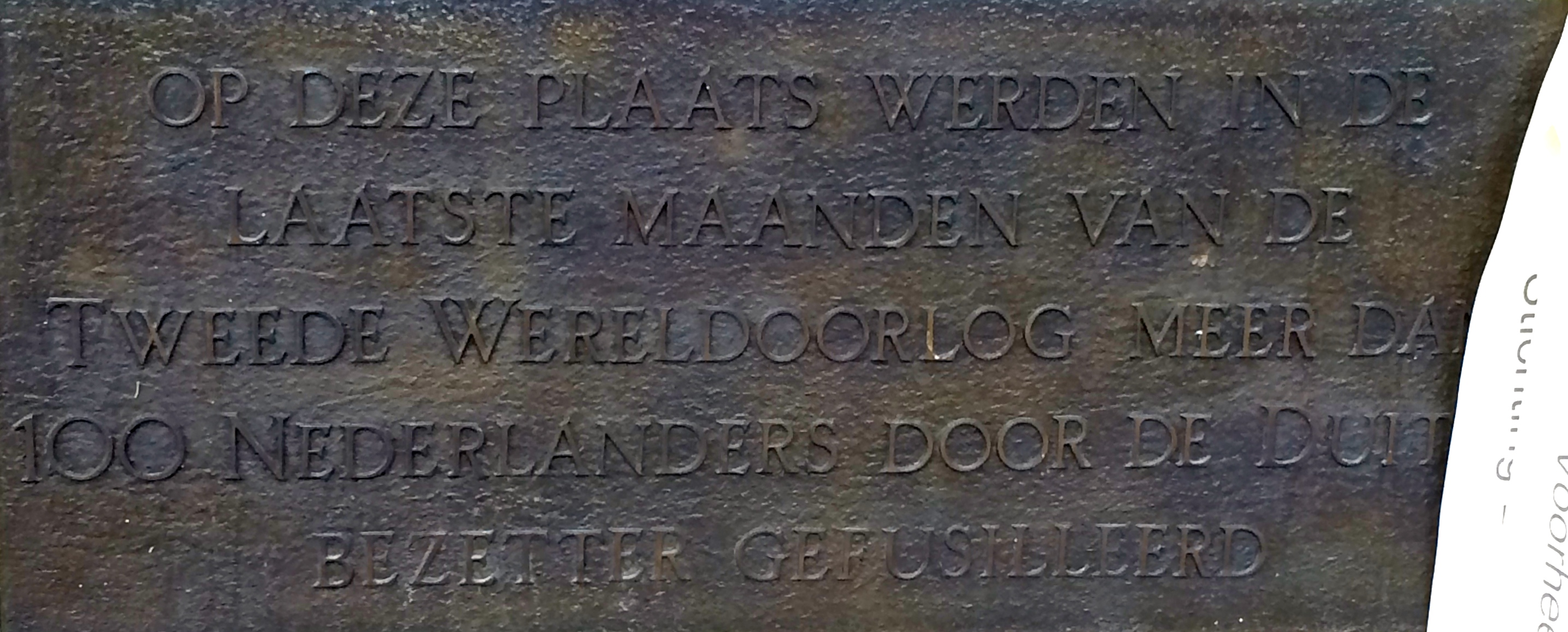
Detail van de gedenksteen, met het opschrift:
Op deze plaats werden in de laatste maanden van de Tweede Wereldoorlog meer dan 100 Nederlanders door de Duitse bezetter gefusilleerd

Rozenoord is een fusilladeplaats bij theehuis Rozenoord aan de Amsteldijk in Amsterdam. Op negen verschillende dagen tussen 18 september 1944 en 14 april 1945 werden hier in totaal vermoedelijk honderdveertig Nederlanders gefusilleerd. Van hen zijn er honderd met naam bekend. Jaarlijks worden op 4 mei de slachtoffers herdacht bij het monument op die plaats.

## Fusillades

### 18 september 1944
Op deze dag werden zes mannen gefusilleerd op Rozenoord. Het is niet duidelijk waarom deze eerste fusillade op Rozenoord uitgevoerd werd. 

### 18 januari 1945
Deze fusillade op Rozenoord vond plaats nadat de Amsterdamse Knokploeg, de Raad van Verzet en de Ordedienst samen hadden geprotesteerd tegen de registratie van arbeidskrachten in het kader van de Arbeitseinsatz. Ze hadden negen werkwilligen belaagd (zes van hen overleden) en de school waar de registratie plaatsvond, in brand gestoken. De eerste reactie van de Duitsers was het neerschieten van vijf mannen uit het Huis van Bewaring voor die school. Daarna werden nog elf mannen op Rozenoord gefusilleerd. Allen werden op Eerebegraafplaats Bloemendaal begraven.

### 30 januari 1945
Vijf slachtoffers werden neergeschoten vermoedelijk als represaille voor sabotagedaden van de Amsterdamse Knokploeg. Ze werden eveneens op Eerebegraafplaats Bloemendaal begraven.

### 31 januari 1945
Zes mannen hadden een Duits uniform aangetrokken en enkele overvallen gepleegd. Ze werden op 22 december 1944 gearresteerd door twee Amsterdamse rechercheurs en naar bureau Elandsgracht gebracht, en vandaar naar het Huis van Bewaring aan de Weteringschans. Twee van hen, Gerrit Jonkhart (1914) en Antonius G.H. Siem (1912), werden op Ereveld Loenen begraven.

### 7 februari 1945
Nadat er op vrijdag 2 februari 1945 een aanslag was gepleegd op NSB'er Jan Feitsma, procureur-generaal bij het Amsterdamse Gerechtshof, werden vijf bekende Amsterdammers op Rozenoord doodgeschoten. Ze werden op Eerebegraafplaats Bloemendaal begraven.

### 27 februari 1945
Bij het verhoor van inwoners van Oostwoud over de verblijfplaats van vliegenier K. Belton had Willy Fischer deze mensen zwaar mishandeld. Op 17 februari werd er bij Midwoud een aanslag op Fischer gepleegd. Als represaille werden vijf mannen op Rozenoord doodgeschoten. Drie van hen, Zeger Besterveld, Leonardus Bosch en Jacobus Roman, werden op Eerebegraafplaats Bloemendaal begraven.

### 8 maart 1945
In de nacht van 6 op 7 maart 1945 werd bij herberg De Woeste Hoeve (tussen Apeldoorn en Arnhem) een (mislukte en onbedoelde) aanslag op SS-generaal Hanns Albin Rauter gepleegd. Als represaillemaatregelen vonden in het gehele land executies plaats. Op 8 maart 1945 werden 53 gevangenen uit Amsterdam op Rozenoord standrechtelijk geëxecuteerd. Onder hen bevonden zich:
- Kees de Groot, redacteur van het illegale Parool.
- Hans Schippers, hoofd expeditie van Het Parool.
- Theo van Gogh, Nederlandse student economie en verzetsstrijder.

Edward Voûte, de burgemeester van Amsterdam, werd door Willy Lages in een brief van de dood van de 53 Amsterdammers op de hoogte gesteld.

### 31 maart 1945
De Duitsers hadden een aantal jongens opgepakt die stiekem bomen aan het omzagen waren. Een paar leden van Knokploeg Ursem zetten hun fiets bij de boerderij van boer Koning, die als plaatselijk hoofdkwartier van de Binnenlandse Strijdkrachten diende. Dit had de Sicherheitspolizei (Sipo) gezien. Toen de knokploegleden probeerde de zagers te bevrijden, raakte een Duitser gewond. Nadat bij huiszoeking op de boerderij belastende materialen waren gevonden, stak de Sipo de boerderij in brand. Piet Koning, de zoon van de boer, werd in Limmen gefusilleerd, vijf anderen werden uit het Huis van Bewaring aan de Weteringschans gehaald en op Rozenoord gefusilleerd. Drie van hen werden op Eerebegraafplaats Bloemendaal begraven. De jongste, Jan Swenger, werd in Duitsland tewerkgesteld. Hij ontsnapte maar werd later weer opgepakt. Hij ligt begraven op Ereveld Loenen.

### 14 april 1945
Tien mannen werden in de ochtenduren in een vrachtauto van het Huis van Bewaring aan de Weteringschans naar Rozenoord gebracht en rond 9 uur neergeschoten. Acht van hen werden op Eerebegraafplaats Bloemendaal begraven. Het was de laatste fusillade op Rozenoord. Er waren in totaal ruim honderd slachtoffers te betreuren.

## Gedenkteken en monument
Een monument op de hoek van het Rozenoordpad en de Amsteldijk (ter hoogte van de Rozenoordbrug / A10) herinnerde aan de executies. Het monument bestond eerst uit een vlaggenmast, totdat er in 1973 een natuurstenen monument kwam waarop slechts Voorjaar 1945 stond vermeld. Toen de Rozenoordbrug in 1981 werd aangelegd, moest het iets verplaatst worden en kreeg het een plaquette met de tekst:
Op deze plaats werden in de
laatste maanden van de
Tweede Wereldoorlog meer dan
100 Nederlanders door de Duitse
bezetter gefusilleerd
In 2014 kreeg de buurt als aanvulling op deze plaats het nieuw Monument Rozenoord van kunstenaar Ram Katzir, dat geplaatst werd in het Amstelpark.